# Павло Сакварелідзе
Павло Михайлович Сакварелідзе (груз. პავლე მიხეილის ძე საყვარელიძე; нар. 1885, Зестафоні — пом. 12 листопада 1937 року) — грузинський радянський письменник.

## Біографія
Походив з шляхетської родини. Навчався в Кутаїській класичній гімназії. За участь у революційному русі неодноразово заарештовувався. В 1916 році був засуджений на чотири роки каторжних робіт. У 1921 році повернувся до Тифлісу з Сибіру.
Член ВКП(б) з 1930 року. Учасник першого з'їзду радянських письменників (1934). Займався редакційною діяльністю.
28 вересня 1937 року був арештований за звинуваченням у членстві в антирадянській терористичній організації та особистому здійсненні підривної роботи. Винним себе визнав. Розстріляний 12 листопада 1937 року.